# Alexis-Joseph Barbier de La Serre
Pour les autres membres de la famille, voir famille Barbier de La Serre.
Alexis-Joseph, chevalier Barbier de La Serre, né à Valenciennes le 20 septembre 1764, mort en 1826, est un amiral français.

## Biographie
Il est le troisième enfant de Louis-Joseph Barbier de la Serre et de Marie Ernestine Polchet.
Il entre aux garde-marine en 1778 et rejoint l'escadre du comte d'Orvilliers l'année suivante, puis celle du comte de Guichen. Prenant part à la guerre d'indépendance des États-Unis sous les ordres de Guichen, il fait campagne aux Antilles et assiste aux trois combats de La Dominique contre les troupes de l'amiral Rodney au printemps 1780. L'année suivante, il est promu enseigne de vaisseau et passe à l'escadre du Bailli de Suffren aux Indes. Il y sert jusqu'en 1784.
Promu lieutenant de vaisseau en 1786, il fait campagne à la Martinique en 1790 et émigre l'année suivante. Il sert dans l'Armée des Princes, puis au service de l'Angleterre en 1794. 
Colonel et commandant les chasseurs de Clarence, il participe à la campagne de Saint-Domingue. Il est nommé commandant de la ville de Port-au-Prince en 1797. 
Il passe au service du Portugal et y est attaché à l'État-major en 1801, avant de retourner en Angleterre.
Fidèle aux Bourbons, il est envoyé en mission auprès du prince royal en Hollande en 1813 par Louis XVIII. À la première Restauration, il retourne en France et est promu contre-amiral. Il est envoyé en mission en Anjou lors des Cent-Jours. Il est nommé gouverneur du Collège royal de la marine d'Angoulême en 1816.
Admis à la retraite en 1823, il meurt au 30, rue Saint-Dominique, Paris VII°, le 3 février 1826,.

## Ouvrages
- « De l'administration de la marine par un Conseil d'amirauté » (1824)
- « Essais historiques et critiques sur la marine de France de 1661 à 1789 » (1813)